# ヤロスラフ・サジレク
ヤロスラフ・サジレク（チェコ語: Jaroslav Sadílek、1913年4月28日 - 1993年2月6日）は、チェコスロバキア出身のフィギュアスケート選手（男子シングル）。1936年ガルミッシュ・パルテンキルヘンオリンピックチェコスロバキア代表。

## 主な戦績
| 大会/年      | 1936-37 | 1946-47 |
| ------------ | ------- | ------- |
| オリンピック | 24      |         |
| 世界選手権   | 9       |         |
| 欧州選手権   |         | 10      |